# 布雷頓 (愛荷華州)
布雷頓（英語：Brayton）是一個位於美國愛荷華州奧德班縣的城市。

## 地理
布雷頓的座標為41°32′33″N 94°55′33″W / 41.54250°N 94.92583°W，而該地的平均海拔高度為368米（即1207英尺）。

## 人口
根據2010年美國人口普查的數據，布雷頓的面積為1.61平方千米，均為陸地。當地共有人口128人，而人口密度為每平方千米79人。